# Spongodes portoricensis
Spongodes portoricensis är en korallart som först beskrevs av Edward Hargitt 1901.  Spongodes portoricensis ingår i släktet Spongodes och familjen Nephtheidae. Inga underarter finns listade i Catalogue of Life.